# Christine Ebner
Christine Ebner, född 26 mars 1277, död 27 december 1356, var en tysk nunna inom dominikanorden.
Ebner var abbedissa i klostret Engeltal vid Nürnberg. Ebner var visionär och hade talrika uppenbarelser, som upptecknats till större delen av henne själv. Skriften Von der Gnaden Überlast som meddelar andra döda nunnors liv och visioner, utgiven 1872, tillskrivs vanligen Christine Ebner, även om vissa forskare anser det mindre troligt att hon är verkets författare.